# Hartland (Minnesota)
Hartland és una població dels Estats Units a l'estat de Minnesota. Segons el cens del 2000 tenia 288 habitants.

## Demografia
Segons el cens del 2000, Hartland tenia 288 habitants, 134 habitatges, i 84 famílies. La densitat de població era de 411,8 habitants per km².
Dels 134 habitatges en un 23,1% hi vivien nens de menys de 18 anys, en un 52,2% hi vivien parelles casades, en un 6% dones solteres, i en un 37,3% no eren unitats familiars. En el 32,8% dels habitatges hi vivien persones soles el 13,4% de les quals corresponia a persones de 65 anys o més que vivien soles. El nombre mitjà de persones vivint en cada habitatge era de 2,15 i el nombre mitjà de persones que vivien en cada família era de 2,74.
Per edats la població es repartia de la següent manera: un 20,5% tenia menys de 18 anys, un 7,6% entre 18 i 24, un 31,3% entre 25 i 44, un 21,9% de 45 a 60 i un 18,8% 65 anys o més.
L'edat mediana era de 39 anys. Per cada 100 dones de 18 o més anys hi havia 108,2 homes.
La renda mediana per habitatge era de 37.500 $ i la renda mediana per família de 46.250 $. Els homes tenien una renda mediana de 29.792 $ mentre que les dones 26.458 $. La renda per capita de la població era de 22.429 $. Entorn del 5,1% de les famílies i el 3,8% de la població estaven per davall del llindar de pobresa.

## Poblacions més properes
El següent diagrama mostra les poblacions més properes.